# Synchiropus randalli
Synchiropus randalli is een straalvinnige vissensoort uit de familie van pitvissen (Callionymidae). De wetenschappelijke naam van de soort is voor het eerst geldig gepubliceerd in 1985 door Clark & Fricke.